# Uytenbogaardtita
La uytenbogaardtita és un mineral de la classe dels sulfurs. El seu nom fa referència a Willem Uytenbogaardt (1918-2012), professor de geologia a la Universitat de Delf, Països Baixos. Fou descoberta a Tambang Sawah, districte de Benkulen, Sumatra, Indonèsia el 1978 i descrita per M.D. Barton, C. Kieft, E.A.J. Burke i I.S. Oen.

## Característiques
La uytenbogaardtita és un sulfur de plata, or i sofre. Químicament és un sulfur d'argent i or (I), de fórmula Ag₃AuS₂ i nom químic disulfur de triargent i or, o disulfur d'or i triplata, de color gris blanquinós. A més dels elements de la seva fórmula, sol portar com a impuresa coure. La seva duresa és de 2 a l'escala de Mohs i la seva densitat és de 8,34 a 8,45 g/cm³. Cristal·litza en el sistema tetragonal, formant cristalls microscòpics.
Segons la classificació de Nickel-Strunz, la uytenbogaardtita pertany a «02.BA: sulfurs metàl·lics amb proporció M:S > 1:1 (principalment 2:1) amb coure, plata i/o or» juntament amb els següents minerals: calcocita, djurleita, geerita, roxbyita, anilita, digenita, bornita, bellidoita, berzelianita, athabascaïta, umangita, rickardita, weissita, acantita, mckinstryita, stromeyerita, jalpaïta, selenojalpaïta, eucairita, aguilarita, naumannita, cervel·leïta, hessita, chenguodaita, henryita, stützita, argirodita, canfieldita, putzita, fischesserita, penzhinita, petrovskaïta, petzita, bezsmertnovita, bilibinskita i bogdanovita.

## Formació i jaciments
Es forma com a mineral secundari en filons de quars amb plata i or, mitjançant alteració hidrotermal de baixa temperatura. Sol trobar-se associada a altres minerals com: acantita, aliatges d'Au-Ag, clorargirita, naumannita o quars. Encara que poc abundant, és buscada com a mena dels valuosos metalls de plata i or.